# Saulvaux
Saulvaux é uma comuna francesa na região administrativa de Grande Leste, no departamento de Meuse. Estende-se por uma área de 22,42 km². Em 2010 a comuna tinha 121 habitantes (densidade: 5,4 hab./km²).